# 1900年至1901年英格蘭足總盃
1900/01球季英格蘭足總盃（英語：FA Cup），是第30屆英格蘭足總盃，今屆賽事的冠軍是熱刺，他們在決賽以3:1 (重賽)擊敗錫菲聯，奪得冠軍。本屆賽事繼續在水晶宮國家體育中心舉行。
重賽安排在般頓公園球場舉行，位列次級聯賽的熱刺，爆冷在重賽擊敗錫菲聯贏得冠軍。

## 外部連結
1. 英格蘭足總盃官網Archive-It的存檔，存档日期2012-04-24
2. 英格蘭足總盃 歷屆冠軍（页面存档备份，存于）